# Karl Adolf von Gegerfelt
Karl Adolf von Gegerfelt, född 1744, död 1808, var en svensk sjömilitär.

## Familj
von Gegerfelt, som tillhörde adliga ätten von Gegerfelt nummer 861, var son till Carl Samuel von Gegerfelt och Maria Aminoff. von Gegerfelt var vidare bror till översten och sjöofficeren Georg Samuel von Gegerfelt och arméofficeren Johan Fredrik von Gegerfelt.

## Karriären i flottan
von Gegerfelt blev inskriven skeppsgosse 1752, blev arklimästare 1760, konstapel vid mariniercorpsen 1762 och 1767 konstapel vid sjöartilleriet samt befordrades till löjtnant vid örlogsflottan 1769. Efter att 1778 befordrats till kapten blev han varvskapten och 1786 varvsmajor i Göteborg. År 1787 förde han chefsskeppet kung Adolf Fredrik som Gustav III embarkerat under flottans seglats till Köpenhamn.
År 1788 när Gustav III:s ryska krig bröt ut var von Gegerfelt vid olika tillfällen chef på fregatterna Diana, Kilduin och Bellona på Göteborgs Station och spanade efter ryska kapare och konvojer längs kusten.
1789 blev han fartygschef på fregatten Upland. och 1790 varvsmajor på Nya Varvet i Göteborg.
1793 befordrades till överstelöjtnant och blev 1807 fartygschef på linjeskeppet Vladislaff.

1807 befordrades han till överste vid örlogsflottan och eskaderchef för 2. divisionen av örlogsflottan i Östersjön. 
Han dog 1808 ombord på chefsskeppet Gustav IV Adolf i den farsot som härjade i flottan.